# Lista över Saint Lucias premiärministrar
Detta är en lista över Saint Lucias premiärministrar

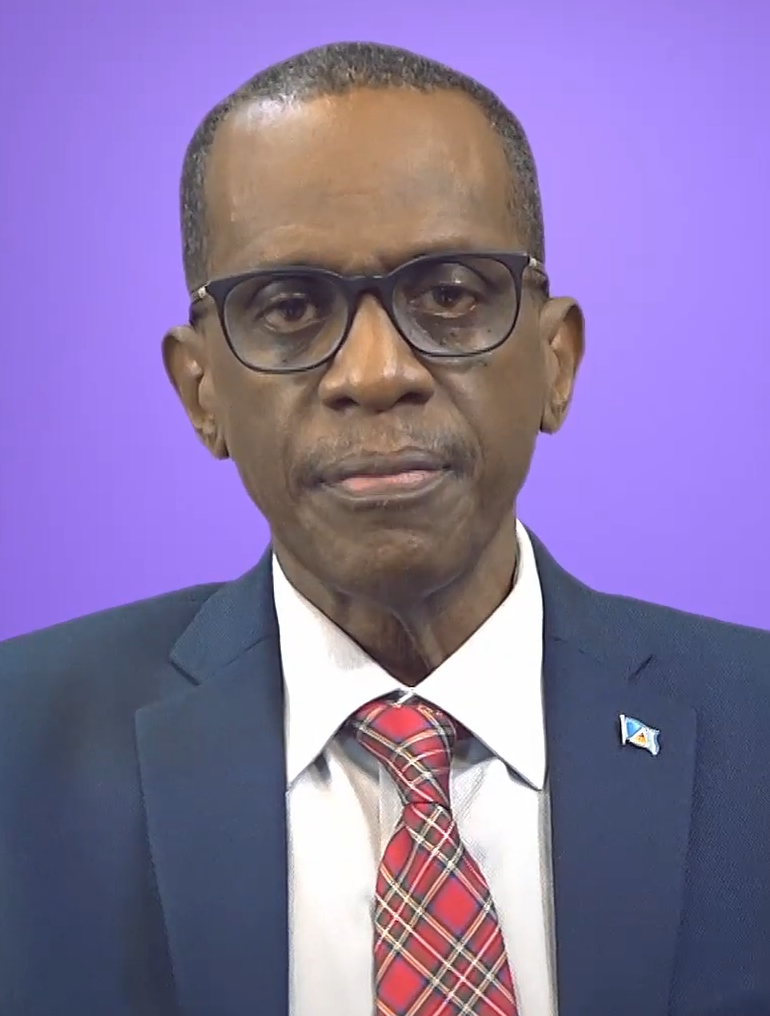
Sedan 28 juli 2021 är Philip Pierre premiärminister i Saint Lucia.

## Saint Lucias premiärministrar (1979-)
| Namn            | Ämbetsperiod                        |
| --------------- | ----------------------------------- |
| John Compton    | 22 februari 1979 – 2 juli 1979      |
| Allan Louisy    | 2 juli 1979 – 4 maj 1981            |
| Winston Cenac   | 4 maj 1981 – 17 januari 1982        |
| Michael Pilgrim | 17 januari 1982 – 3 maj 1982        |
| John Compton    | 3 maj 1982 – 2 april 1996           |
| Vaughan Lewis   | 2 april 1996 – 24 maj 1997          |
| Kenny Anthony   | 24 maj 1997 – 11 december 2006      |
| John Compton    | 11 december 2006 – 7 september 2007 |
| Stephenson King | 7 september 2007 – 30 november 2011 |
| Kenny Anthony   | 30 november 2011 – 7 juni 2016      |
| Allen Chastanet | 7 juni 2016 – 28 juli 2021          |
| Philip Pierre   | 28 juli 2021 –                      |